# Het losgetrilde inzicht
Heer Bommel en het losgetrilde inzicht (in boekuitgaven/spraakgebruik verkort tot Het losgetrilde inzicht) is een verhaal uit de Bommelsaga, geschreven en getekend door Marten Toonder. Thema is de verwoestende werking van voorkennis.
Het verhaal verscheen voor het eerst op 25 november 1972 en liep tot 13 februari 1973. Het is ook opgenomen in de bundel Met uw welnemen (1973), samen met De grote Barribal en De blijdschapper.

## Hoorspel
- Het losgetrilde inzicht in het Bommelhoorspel